# Негомо Чирісамгуру
Негомо (Ногомо) Чирісамгуру (*д/н — бл. 1589) — 9-й мвене-мутапа (володар) Мономотапи в 1560—1589 роках. Відомий також як Дон Себастьян та Негомо Мупунзагуту.

## Життєпис
Походив з династії Мбіре. Син мвене-мутапи Нешангве Мунембіре. 1560 року після смерті стрийка Чиведжре Ньясоро посів трон, яким поступився його брат Ньяндоро в обмін на право спадкування свого сина. Того ж року до двору Негомо прибув португальській місіонер Гонсало де Сільвейру, який перед активно проповідував християнство у сусідів. Негомо Чирісамгуру приязно зустрів Сільвейру, дозволивши здійснити обряд хрещення. отримавши ім'я Себастьян. Втім арабські торгівці, що побоювалися посилення впливу португальців, переконалу мвене-мутапу, що хрещення є чаклунством, від якого він помер. Тому Негомо Чирісамгуру наказав стратити священника.
Це призвело до конфлікту з Португалією, яка вирішила використати ситуацію для підкорення Мономотапи. Втім війська Негомо Чирісамгуру вдалося відбити напад. У 1568—1573 роках португальці здійснили три походи: до Замбезькою низовини, де знищили арабських купців, проти вождества Утеле, та племен тонга, що повстали проти Мономотапи. В результаті вплив Португалії в прибережних землях зріс. Разом з тим 1571 року вдалося придушити повстання тонга, що завдавало збитків португально-мономотапській торгівлі.
Але Негомо Чирісамгуру вдалося зберегти незалежність держави, що було підтверджено угодою 1573 року. Разом з цим нею було надано дозвіл португальцям розробляти золоті копальні на території Мономотапи, а купцям останньої надано вільний шлях до портових міст. ще у 1569 році португальський король Себастьян надав мвене-мутапи особистий герб: червінь між 2 стрілами; срібло, увінчене Східною Короною, з боків африканська мотика й клинок.
До 1585 року вплив португальців в торгівлі та відповідно у відносинах в Мономотапою помітно зріс. Помер Негомо Чирісамгуру 1589 року. Йому спадкував небіж Гаці Русере.